# Серра-ду-Кабрал (региональный парк)
Серра-ду-Кабрал (порт. Parque Estadual da Serra do Cabral) — региональный парк в Бразилии, в штате Минас-Жерайс.

## Описание
Региональный парк Серра-ду-Кабрал находится в штате Минас-Жерайс, в муниципалитетах Буэнополис и Жуакин-Фелисиу. Занимает площадь 224,94 км² (22 494 га). Создан 29 сентября 2005 года декретом № 44.121, отнесён к категории МСОП II (национальный парк). В 2010 году стал частью природоохранного комплекса Эспиньясу: Алто-Жекитиньонья — Серра-ду-Кабрал. В 2014 году доступ в парк был ограничен ввиду обнаружения доисторических археологических памятников наскальной живописи с изображением животных.
Парк располагается в горной цепи Серра-ду-Эспиньясу. Высота над уровнем моря — от 900 до 1300 метров. В Серра-ду-Кабрал проходит водораздел между реками Дас-Вельяс и Жекитаи, правыми притоками Сан-Франсиску. Присутствует множество водопадов и природных бассейнов. Ручьи из регионального парка используются для снабжения водой близлежащих урбанизированных районов.

## Биоразнообразие
Серра-ду-Кабрал расположен в экорегионе серрадо. Доминирует лесной тип растительности, включающий разнообразные вечнозелёные виды, например, пальму Euterpe edulis. Животный мир представлен редким равнинным тапиром.

## Галерея

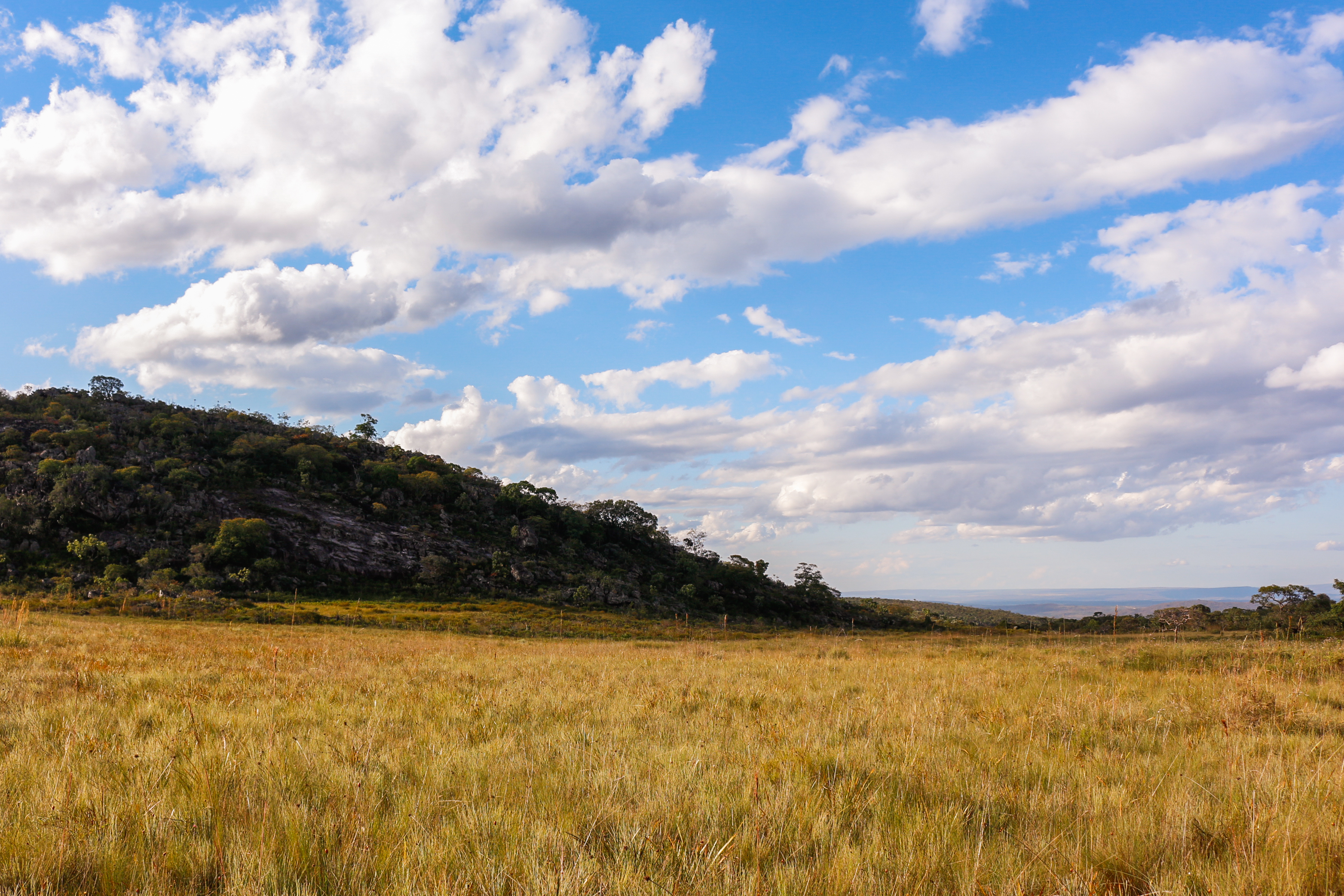
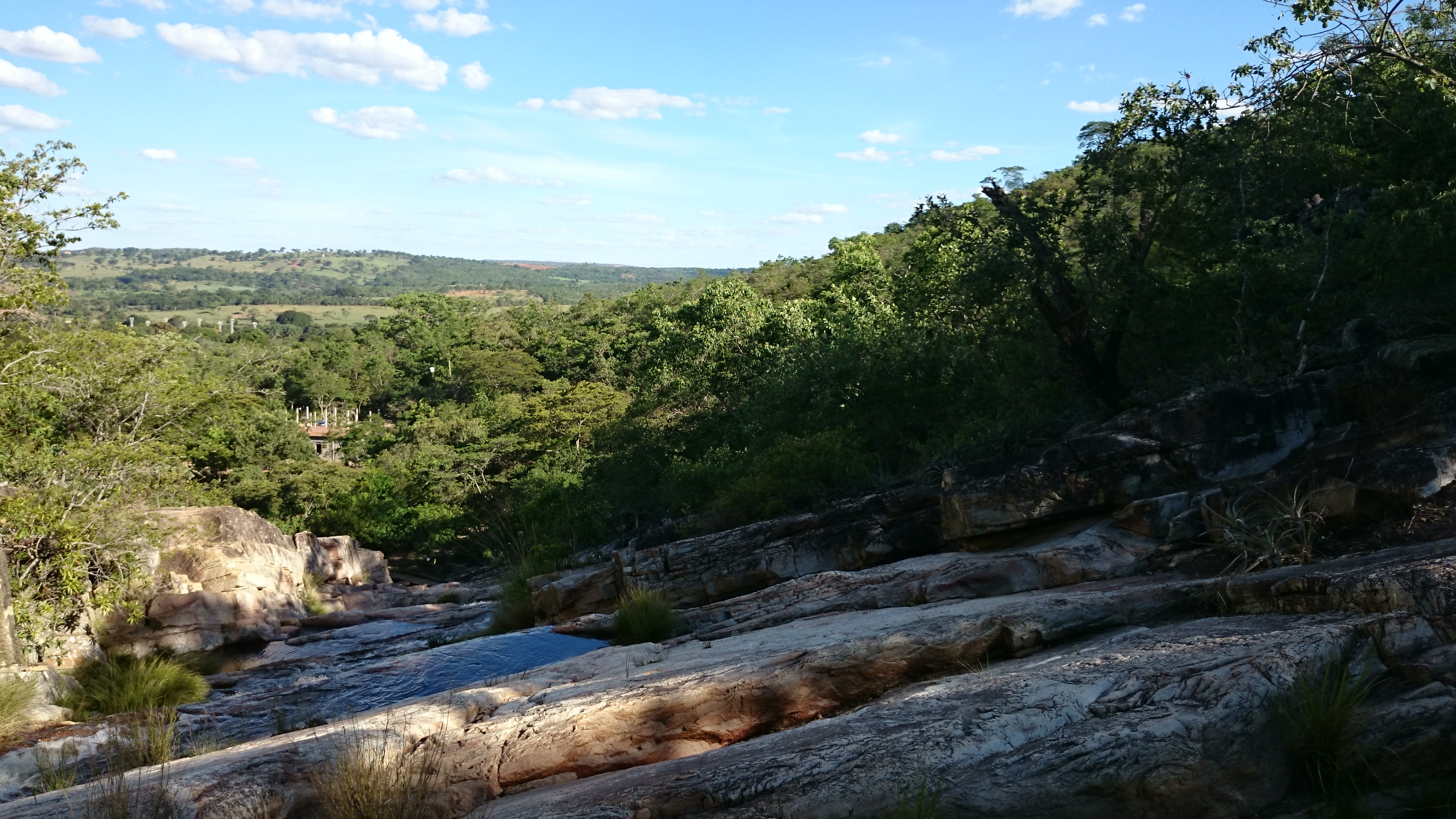
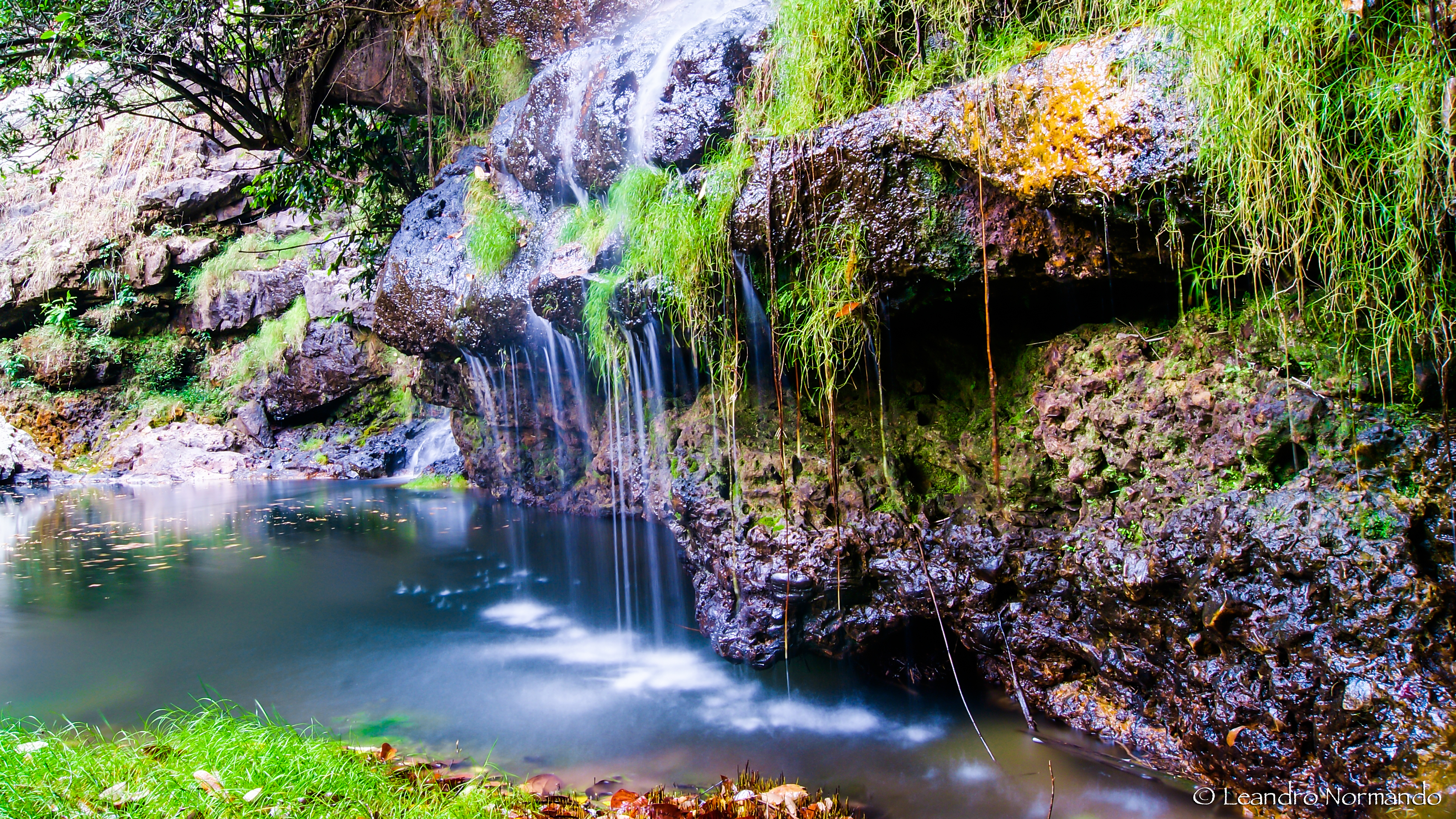
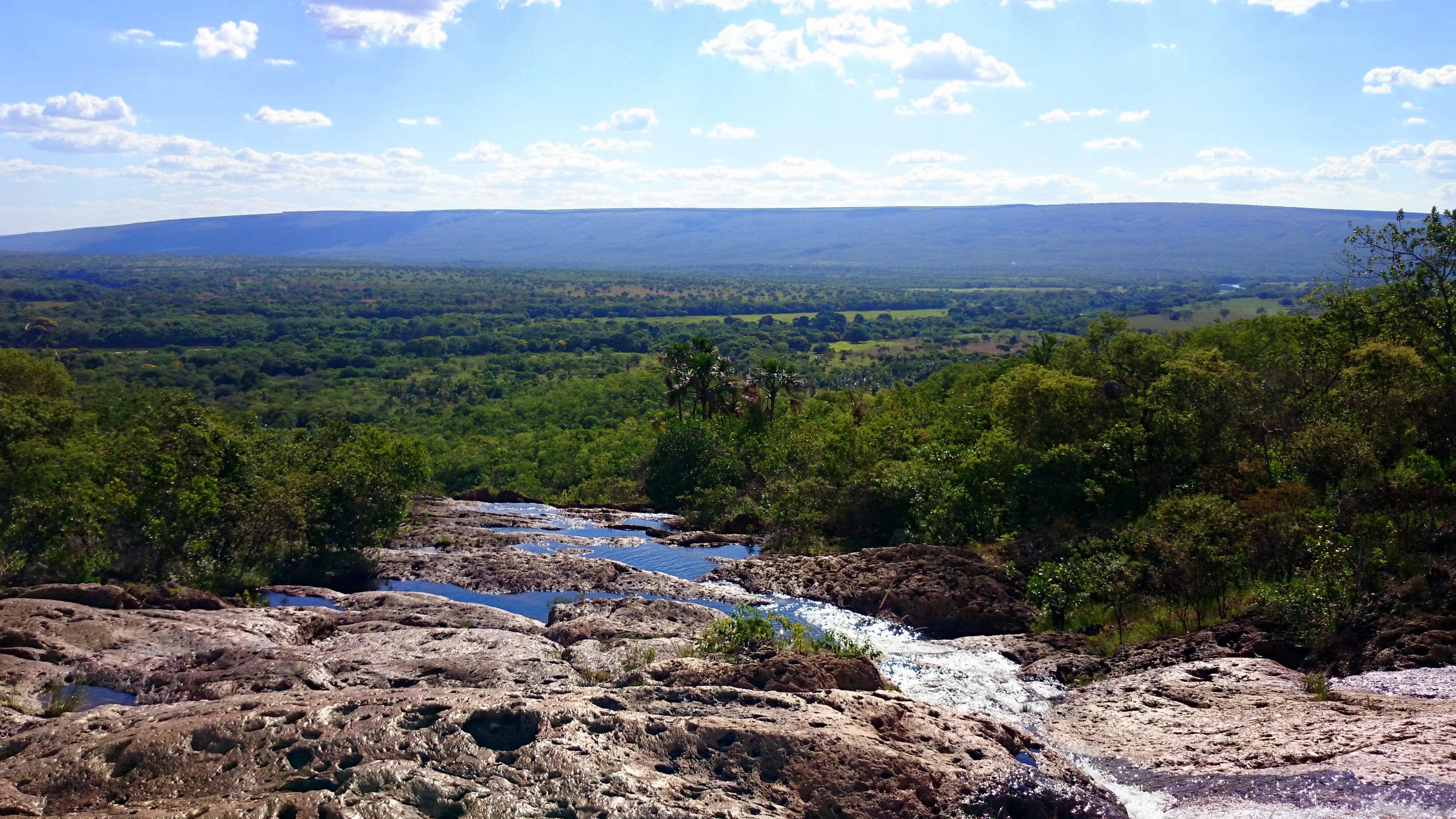